# یورگن برتو
یورگن برتو (آلمانی: Jürgen Bertow؛ زادهٔ ۲۱ آوریل ۱۹۵۰) قایقران روئینگ اهل آلمان شرقی بود.
وی در مسابقات کشوری و بین‌المللی در مجموع برندهٔ ۱ مدال طلا، ۱ مدال نقره، ۱ مدال برنز شده است.